# Anthipes monileger
Il pigliamosche dalla gorgiera (Anthipes monileger Hodgson, 1845 è un uccello della famiglia Muscicapidae, diffuso in Asia, dall'Himalaya alla Thailandia.

## Descrizione
La colorazione predominante è marrone oliva, che caratterizza il piumaggio superiore e i lati della testa. Il mento e la gola sono bianchi, circondati da una linea distinta di colore nero, mentre sulla fronte ha una larga ma corta fascia superciliare fulva. La schiena varia ad una tinta rossiccia mentre le ali copritrici superiori della coda e la coda sono di un marrone rossiccio; le ali copritrici dei Wirig e le ali sono di colore marrone bordate di rossiccio; il piumaggio inferiore è marrone e diventa albecente sull'addome; il becco è nero e le zampe sono carnose chiare; le iridi sono di un marrone scuro.
Il pigliamosche dalla gorgiera è un uccello di piccole dimensioni, un esemplare adulto può raggiungere una massa corporea di 11 g.
La vita media di questa specie è di 3.9 anni.
Le dimensioni medie di questa specie sono:
- lunghezza media 12,7 cm;
- lunghezza delle ali sono di 6 cm;
- la coda è lunga 5 cm;
- il tarso 1.9 cm

## Biologia

### Cibo ed Alimentazione
Si ciba prevalentemente di piccoli insetti, prediligendo la caccia in volo.

### Riproduzione
Questa specie si riproduce tra aprile e giugno. Il nido è costituito principalmente da muschio e viene costruito su terreni erbosi o nelle zone basse della giungla.
Le uova sono bianche ma, a differenza di altri pigliamosche, sono marcate di rosso brunastro.

## Tassonomia
Il pigliamosche dalla gorgiera era precedentemente inserito nel genere Ficedula.
La specie è riconosciuta anche con i seguenti sinonimi:
- Digenea moniliger
- Ficedula monileger (Hodgson, 1845)

### Sottospecie
Le sottospecie e le loro distribuzioni sono:
- Anthipes monileger monileger (Hodgson, 1845) – Himalaya
- Anthipes monileger leucops (Sharpe, 1888) – dall'India nordorientale all'Indocina
- Anthipes monileger gularis (Blyth, 1847) – Arakan

## Distribuzione e habitat
Il pigliamosche dalla gorgiera abita l'ecozona indomalese e una parte dell'ecozona paleartica, inclusa la Cina.
Il suo habitat naturale include foreste montane umide subtropicali e tropicali come la foresta nebulosa.
Questi territori si estendono in asia meridionale, nel sud-est asiatico e nell'asia orientale, comprendendo gli stati del Bangladesh, Bhutan, Birmania, Cina, India, Laos, Nepal, Thailandia e Vietnam.
Si può trovare all’interno di aree protette del Laos e del Nepal, tra le quali: Nakai–Nam Theun, area di conservazione del Kanchenjunga, parco nazionale del Makalu-Barun e nell’area di conservazione dell’Annapurna.

## Conservazione
La specie occupa un areale vasto, all'interno del quale la popolazione sembra essere stabile. Per questo la lista rossa IUCN classifica Anthipes monileger come specie a rischio minimo (Least Concern).